# Bahçedere, Adilcevaz
Bahçedere là một xã thuộc huyện Adilcevaz, tỉnh Bitlis, Thổ Nhĩ Kỳ. Dân số thời điểm năm 2011 là 1.205 người.